# Папачечи (Авелино)
Папачечи је насеље у Италији у округу Авелино, региону Кампанија.
Према процени из 2011. у насељу је живело 175 становника. Насеље се налази на надморској висини од 455 м.